# Putsch in Thailand 1957

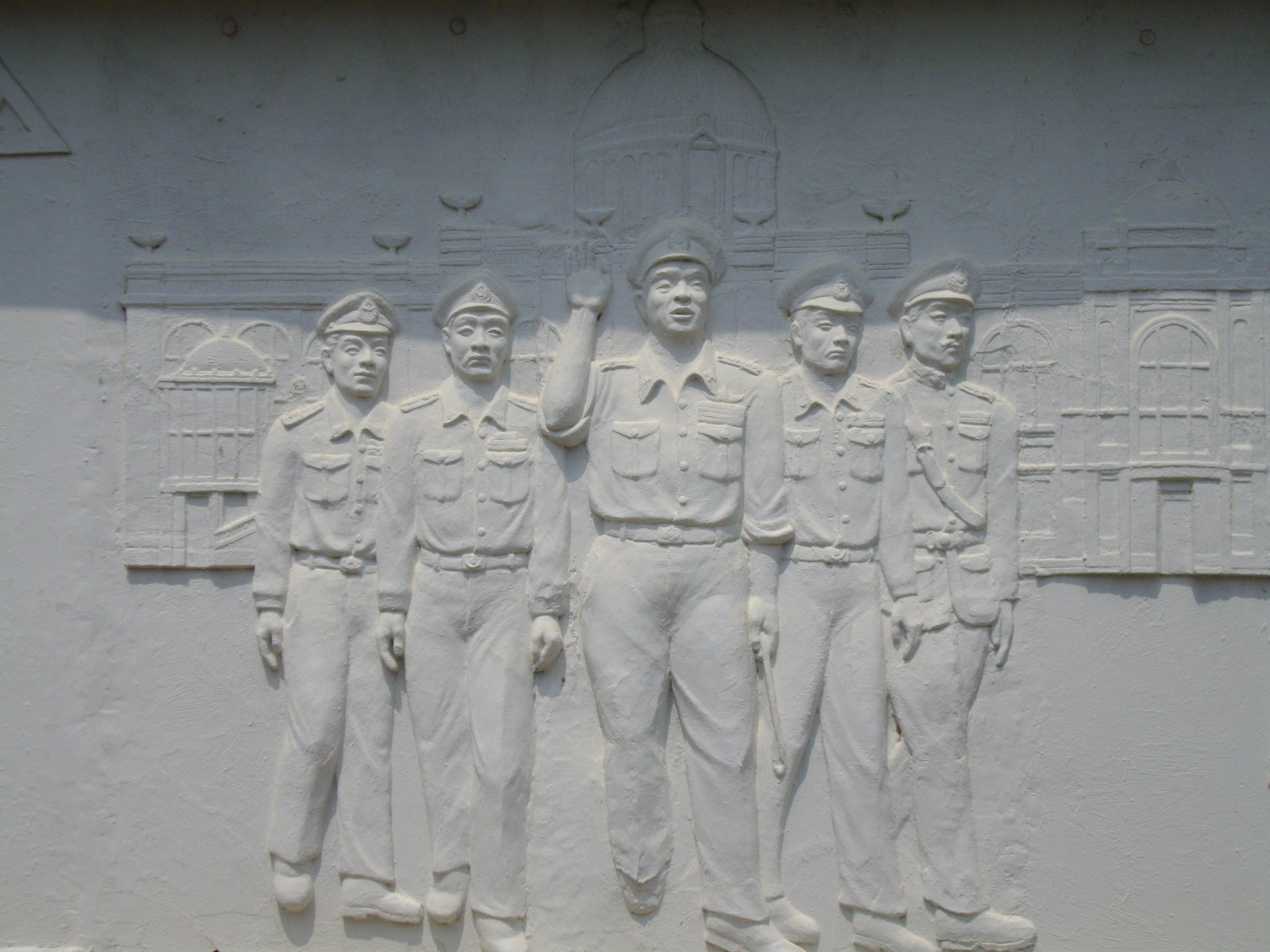
Relief zum Putsch 1957 am Denkmal für Sarit Thanarat in Khon Kaen

Der Putsch in Thailand 1957 fand am 16. September statt, als Teile der thailändischen Armee unter dem Befehl von Feldmarschall Sarit Thanarat erfolgreich die Regierung von Feldmarschall Plaek Phibunsongkhram stürzten. 
Nach dem Putsch von 1947 und der Machtübernahme Phibunsongkhrams hatte sich ein Machtkampf zwischen einzelnen Gruppierungen innerhalb des Militärs entwickelt. Diese standen miteinander im Wettbewerb um militärische, politische und auch wirtschaftliche Macht. Nachdem die Regierung die Wahlen im Februar 1957 manipuliert hatte, brach öffentliche Kritik an Phibunsongkhram los, der sich die Gruppe um Feldmarschall Sarit aus taktischen Erwägungen anschloss. Sie reichten ihren Rücktritt ein und entmachteten anschließend die Regierung. Nach dem Staatsstreich setzten die Putschisten zunächst eine zivil geführte Regierung ein und ließen im Dezember Wahlen abhalten. Da es anschließend zu Unruhe und Instabilität kam, schaffte der Putschführer Sarit ein Jahr nach dem erfolgten Staatsstreich die Verfassung ab und errichtete eine direkte Militärdiktatur.

## Situation

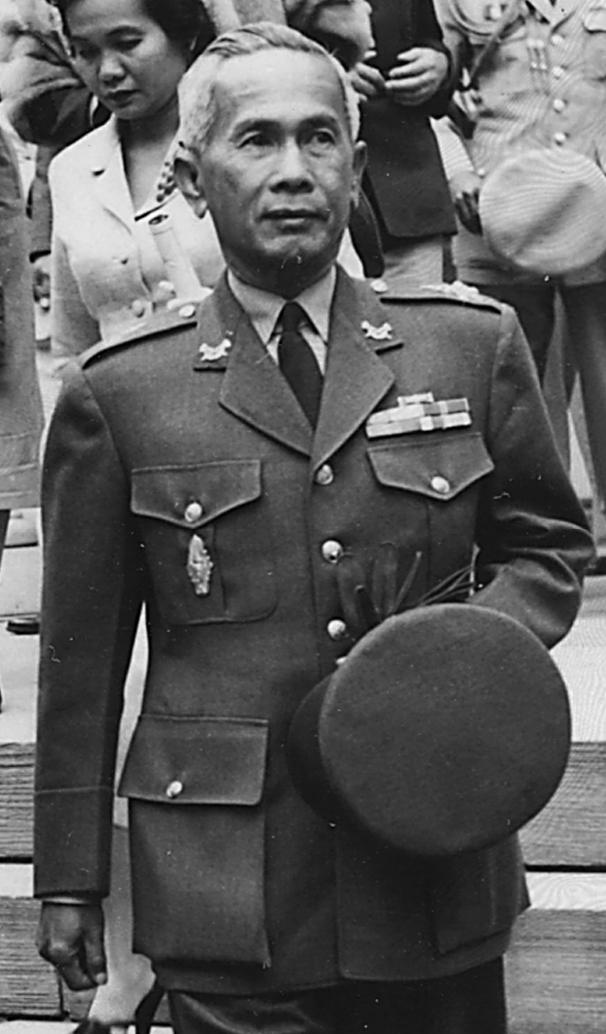
Feldmarschall Plaek Phibunsongkhram, Ministerpräsident bis zum Putsch 1957

Dem Putsch waren zehn Jahre Militärherrschaft unter Feldmarschall Phibunsongkhram vorangegangen. In der Zeit kam es zu erheblichen Konflikten und Machtkämpfen zwischen verschiedenen Kreisen innerhalb des Militärs. 1949 und 1951 waren zwei Umsturzversuche von Anhängern des ehemaligen liberalen Ministerpräsidenten Pridi Phanomyong, die es auch in den Reihen der Streitkräfte gab, erfolglos geblieben. Zwischen den unterschiedlichen Cliquen im Militär herrschte nicht nur um militärische und politische Macht Wettbewerb, sondern auch um wirtschaftlichen Einfluss. 1955 hatte Phibunsongkhram die Bildung politischer Parteien zugelassen. Eine davon, die Seri-Manangkhasila-Partei, wurde von den einflussreichsten Militärs dominiert und stellte die Regierung. In ihr hatten, neben Phibunsongkhram selbst, der Oberkommandierende des Heeres, Feldmarschall Sarit Thanarat, und der Generaldirektor der Polizei, General Phao Siyanon, interne Flügel gebildet, um ihre jeweilige Machtbasis abzusichern.
Die Wahlen im Februar 1957 waren durch Stimmenkäufe massiv von der Regierung manipuliert worden und es kam zu erheblicher öffentlicher Kritik an Ministerpräsident Phibunsongkhram und Polizeichef Phao. Teile des Militärs um Feldmarschall Sarit schlossen sich ihr an, um bei dieser Gelegenheit die Rivalen loszuwerden. Sie griffen öffentlich die Wahlfälschungen an und deckten weitere Korruptionsaffären auf. Aus Protest gegen die Ernennung eines neuen Kabinetts durch Phibunsongkhram erklärten 48 Offiziere des Heeres, darunter Sarit und sein Stellvertreter, General Thanom Kittikachorn, ihren Rücktritt.
Es kam zu öffentlichen Demonstrationen gegen die Regierung und auch König Bhumibol Adulyadej unterstützte eine Ablösung Phibuns. Phibunsongkhram hatte eine antiaristokratische Haltung und war stets bemüht gewesen, die Rolle der Monarchie auf ein konstitutionelles Mindestmaß zu beschränken. König Bhumibol hatte aus seiner Abneigung gegen diesen Ministerpräsidenten nie einen Hehl gemacht. Phibunsongkhram hatte zuletzt religiöse Funktionen, die traditionell dem Monarchen zustanden, an sich gezogen. So hatte der Feldmarschall und nicht der König 1956/57 die Festivitäten zum 2500-jährigen Bestehen des Buddhismus geleitet, was seine Popularität bei der Landbevölkerung jedoch nicht, wie erhofft, steigerte.

## Handlungsträger

Sarit Thanarat in seiner Uniform als Feldmarschall und Oberkommandierender des Heeres

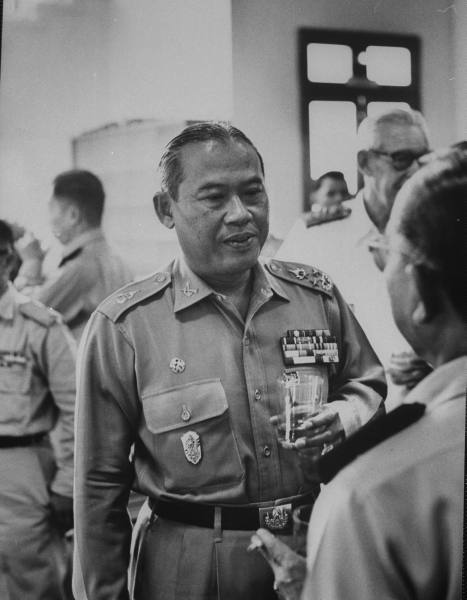
General Thanom Kittikachorn

Der Staatsstreich wurde von der Clique des Oberkommandierenden des Heeres, Feldmarschall Sarit Thanarat, getragen. Neben Sarit waren die wichtigsten Vertreter dieser Gruppierung General Thanom Kittikachorn, der als Kommandeur der Ersten Armee zweiter Mann in den Landstreitkräften war, und dessen Stellvertreter Generalleutnant Praphas Charusathien, der die Erste Division befehligte. Diese Offiziere waren auch stark im Wirtschaftsleben Thailands engagiert, was ihnen den Beinamen „Soldaten des Profits“ einbrachte. Weitere maßgebliche Beteiligte am Putsch waren der Kommandeur der Luftabwehrdivision, Generalmajor Praesert Ruchirawong, und Brigadegeneral Krit Sivara. Dem Netzwerk gehörten neben Militärs auch Technokraten und Intellektuelle an.
Nachdem die Armee unter Sarits Befehl blitzartig alle strategisch bedeutsamen Punkte in der Hauptstadt eingenommen hatte, flohen Phibunsongkhram und Phao außer Landes.
Der Biograph von König Bhumibol Adulyadej, Paul Handley, hält es für möglich, dass auch Bhumibol Komplize der Putschisten gewesen sei. Dafür spreche die Schnelligkeit, mit der der Monarch den neuen Machthabern seinen Segen erteilte. Er rief das Kriegsrecht aus, ernannte Sarit zum „Verteidiger von Bangkok“ und stattete ihn mit dem Recht aus, Anordnungen im Namen des Königs gegenzuzeichnen. Später ließ er gegenüber den Putschisten erklären: „Seine Majestät der König hat wohlwollend festgestellt, dass das Ziel der Revolutionären Partei, das Volk zu schützen, das Wohlergehen der Nation zu gewährleisten und den Wohlstand des Landes zu fördern, ein vornehmes ist. (…) Sie werden den vollen Segen Seiner Majestät haben, wenn Sie all dies in die Tat umsetzen.“ Der Politikwissenschaftler Thak Chaloemtiarana nimmt dagegen an, dass der König wohl keine andere Wahl gehabt habe, als sich Sarits Putsch zu fügen. Unmittelbar nach dem erfolgten Putsch nahmen Mitglieder des Kronrats Kontakt zu den Botschaften westlicher Länder auf, um diese zu vergewissern, dass Sarit ein zuverlässiger Royalist und Antikommunist war und die volle Unterstützung des Palastes genoss.

## Motivation
Zur Erklärung des Staatsstreichs muss auf die Rivalität der verschiedenen Cliquen innerhalb der Militärregierung gesehen werden. Insbesondere standen die Gruppen des Heereskommandeurs Sarit und des Polizeichefs Phao miteinander im Wettbewerb um die Macht. Dabei spielten auch wirtschaftliche Interessen eine Rolle, denn die einflussreichen Offiziere hatten sich während der 1950er-Jahre stark am Geschäftsleben beteiligt und standen teilweise bedeutenden Unternehmensgruppen vor, die ebenfalls miteinander konkurrierten.
Wie bei anderen Militärcoups, mögen auch in diesem Fall die Putschisten aus einer Situation der „Demütigung“ der Armee gehandelt haben, denn nachdem die Wahlmanipulation durch Ministerpräsident Phibunsongkhram offenkundig geworden war, waren die Streitkräfte bloßgestellt und diskreditiert. Sarit und seine Verbündeten, die sich als äußerst professionelle Soldaten verstanden, störte vermutlich vor allem das offensichtlich „unprofessionelle“ Vorgehen.
Putschführer Sarit nahm für sich in Anspruch, aufgrund des öffentlichen Wunsches nach freien und gleichen Wahlen die Wahlbetrüger entmachtet zu haben. Er meinte also, im „nationalen Interesse“ interveniert zu haben. Ihm kann zugutegehalten werden, dass er nach dem Putsch zunächst einen anerkannten Technokraten mit der Regierungsführung betraute und im Dezember tatsächlich Wahlen abhalten ließ. Der baldige Übergang zur direkten (und langjährigen) Militärherrschaft, mit Sarit selbst als Regierungschef und erheblicher wirtschaftlicher Korruption, steht allerdings im Gegensatz dazu.

## Ergebnis und Folgen

Pote Sarasin, kurzzeitig Ministerpräsident unmittelbar nach dem Putsch 1957

Infolge des Putsches war die Militärherrschaft der Anführer des Staatsstreichs auf die nächsten 15 Jahre gesichert. Sie dominierten fortan Militär und Politik. Nach einem kurzen Intermezzo unter dem Zivilisten Pote Sarasin, führte Sarit und nach dessen Tod 1963 sein Gefolgsmann Thanom die Regierung. Auch der wirtschaftliche Einfluss der Gruppe wurde bestätigt und verstärkt. Das militärische Patronagesystem konnte in die ökonomische und die politische Sphäre ausgedehnt werden. Die Unionistische Partei, die die Putschführer gegründet hatten, wurde die dominierende Kraft und die Opposition konnte nahezu ausgeschaltet werden. Phibunsongkhrams und Phaos Karrieren waren beendet und ihre Verbündeten von der Macht in Militär und Staat verdrängt.
Nach dem Putsch wurde zunächst Pote Sarasin als Ministerpräsident eingesetzt, ein Diplomat, der eigentlich designierter Generalsekretär der SEATO war. Pote stand für ein enges Bündnis mit den USA. Sarit übernahm die Führung der Polizei, die er von Anhängern des bisherigen Generaldirektors Phao säuberte. Er führte Maßnahmen durch, die die Bedeutung der Polizei als politische Einflussgröße minimierten. Auch Rivalen in der Marine und der Luftwaffe wurden kaltgestellt. Nur noch die Erste Heeresdivision hatte anschließend die militärische Schlagkraft, die auch politische Macht verleihen konnte. Die Wahlen im Dezember gewann Potes Partei nur so knapp, dass er nicht bereit war, weiterhin der Regierung vorzustehen.
Das Amt des Ministerpräsidenten übernahm daraufhin erst einmal Thanom Kittikachorn. Sarit musste im Ausland seine Leberzirrhose behandeln lassen. Die Situation war zunächst instabil. Die Regierungspartei musste bei Nachwahlen im März 1958 Verluste gegenüber den oppositionellen Demokraten hinnehmen. Thanom hatte mit Konflikten innerhalb der Regierung, Widerstand der Opposition gegen den Haushalt, Streiks, Demonstrationen und einer negativen Haltung der Presse zu kämpfen. Noch während seines Aufenthalts in England, entschied sich Sarit daher zu einer autoritären „Revolution“.
Nach seiner Rückkehr nach Thailand im Oktober 1958, setzte er die Verfassung außer Kraft und verhängte das Kriegsrecht. Die Presse wurde fortan zensiert und Regimegegner verhaftet. Sarit und sein „Revolutionsrat“ regierten durch Verordnungen. Der Feldmarschall förderte Sauberkeit und Ordnung, bekämpfte Kriminalität, Prostitution und Drogenhandel. Politische Gegner wurden pauschal als Kommunisten verfolgt und oftmals ohne Gerichtsverhandlung eingesperrt. Der Monarchie, die nach der Revolution von 1932 in ihrer Bedeutung beschränkt war, verschaffte der glühende Royalist Sarit wieder große öffentliche Geltung. Die Verwaltung des königlichen Vermögens, für die nach dem Ende der absoluten Monarchie das Finanzministerium zuständig war, unterstellte der Feldmarschall in Form des Crown Property Bureau wieder direkt dem König. Im Gegenzug konnte er seiner Herrschaft durch das Wohlwollen des Monarchen Legitimität verschaffen.
Nach einem Besuch einer Mission der Weltbank zwischen 1957 und 1958, die die Schwächen der thailändischen Nationalökonomie analysierte und offenlegte, wandte sich die Regierung Sarit von der Strategie der Industrialisierung durch Staatsbetriebe ab und der Marktwirtschaft mit frei verantwortlichem Unternehmertum zu. Die autoritär-paternalistische Sarit-Thanom-Ära war zugleich eine Phase rasanten wirtschaftlichen Wachstums und beschleunigter Entwicklung, auch der bis dahin rückständigen ländlichen Regionen. Der Staatsstreich änderte nichts an den guten Beziehungen des Landes zu den Vereinigten Staaten, deren engster Verbündeter in der Region Thailand, gerade in Zeiten des Zweiten Indochinakriegs, war.